# Idun Baltzersen
Idun Caroline Huse Baltzersen, född 10 september 1987 i Trondheim, är en norsk konstnär som bor och verkar i Stockholm. Hon arbetar med teckning och grafik i olika former, både på papper och tyg. I hennes bilder syns ofta tonårsflickor som ser bort från betraktaren med ett återhållet kroppsspråk. De möter inte betraktarens blick, utan är upptagna av sig själva. Baltzersen omskapar dem i stora träsnitt som hon trycker på golvet i sin ateljé. Baltzersens verk finns bland annat på St. Olavs hospital.
Baltzersen är utbildad vid Konsthögskolan i Bergen samt Konstfack. Hon har uppmärksammats i flera sammanhang de senaste åren, och hennes verk har visats på utställningar på Uppsala Konstmuseum, Varbergs Konsthall, Moderna museet Malmö, Kungl. akademien för de fria konsterna och Galleri Magnus Karlsson. Hon fick Stiftelsen Anna-Lisa Thomson Till Minnes stipendium, Getfotsstipendium 2014 och Fredrik Roos stipendium 2015.